# Macrotartessus straatmani
Macrotartessus straatmani är en insektsart som beskrevs av Evans 1981. Macrotartessus straatmani ingår i släktet Macrotartessus och familjen dvärgstritar. Inga underarter finns listade i Catalogue of Life.